# Манастир в Лангхайм
Лангхаймският манастир (на немски: Kloster Langheim) е бивш манастир в Германия, създаден в имението Лангхайм.
Намира се в гр. Лихтенфелс, регион Горна Франкония, провинция Бавария, под юрисдикцията на архиепископството на Бамберг.
Манастирът Лангхайм е основан през 1132/1133 г. от 3 бамбергски министериали, сред които е епископ свети Ото от Бамберг. През 1802 г. при голям пожар изгарят големи части от манастира. Съществува до 1803 г.